# Hand of Blood (мініальбом)
Hand of Blood (укр. Руки заплямовані кров'ю) — другий мініальбом валлійського металкор-гурту Bullet for My Valentine, випущений 22 серпня 2005 на лейблі Trustkill Records. Альбом був спродюсований Коліном Річардсоном.

## Про альбом
Мініальбом включає в себе треки з минулого їх релізу, але була змінена обкладинка альбому та дещо змінений список композицій: сюди увійшов трек з японського видання 4 Words (To Choke Upon), якого у звичайній версія мініальбому Bullet for My Valentine не було. Пісні «Cries in Vain» та «4 Words (To Choke Upon)» потім включать до списку композицій дебютного повноформатного альбому гурту The Poison.
Також, трек «Hand of Blood» увійшов до саундтреку таких комп'ютерних ігор, як Need for Speed: Most Wanted та Burnout Revenge, а трек «4 Words (To Choke Upon)» — до NHL 06 та Madden NFL 06.

## Критика
Реліз отримав змішані відгуки, Зокрема, Денієль Лукс з журналу Децибел вважав, що, хоча музика сама по собі не погана, вона, на його думку, недостатньо оригінальна. Він порівняв мініальбом з творчістю Avenged Sevenfold та Atreyu, заявивши, що вважає, що вони хочуть вкрасти їхні фан-бази. Далі він підсумував весь свій огляд, заявивши: «Найгірше те, що сама по собі музика не така вже й погана для жанру».
Джош Джойс із Zeromag похвалив гурт за те, «які технічні вони можуть бути, не заплутавши дітей».
Оглядач із Sputnikmusic дав мініальбому солідних 4 з 5 зірок, заявивши, що «пісні граються добре і показують великий потенціал на майбутнє». Він також сказав, що гра на гітарі демонструє очевидні впливи таких гуртів як Iron Maiden та Metallica, і в той же не мати звучання «як плагіат з цих команд». Він написав, що стиль вокалу був вдалим поєднанням скримінгу та чистого вокалу, та якості прикладів назвав «Hand of Blood» та «Just Another Star».

## Список композицій
Автор музики і слів Bullet for My Valentine. 
| Стандартне видання        | Стандартне видання        | Стандартне видання |
| #                         | Назва                     | Тривалість         |
| ------------------------- | ------------------------- | ------------------ |
| 1.                        | «4 Words (To Choke Upon)» | 3:44               |
| 2.                        | «Hand of Blood»           | 3:36               |
| 3.                        | «Cries in Vain»           | 3:59               |
| 4.                        | «Curses»                  | 3:59               |
| 5.                        | «No Control»              | 3:34               |
| 6.                        | «Just Another Star»       | 2:54               |
| Загальна тривалість 21:59 |                           |                    |

| Розширене видання | Розширене видання                            | Розширене видання |
| #                 | Назва                                        | Тривалість        |
| ----------------- | -------------------------------------------- | ----------------- |
| 7.                | «Words (To Choke Upon)» (музичний відеокліп) | 3:44              |
| 8.                | «Hand of Blood» (музичний відеокліп)         | 3:36              |

## Учасники запису
Інформація про учасників запису запозичена з сайту AllMusic:
- Меттью Так — вокал, ритм-гітара
- Майкл Педжет — гітара, беквокал
- Джейсон Джеймс — бас-гітара, вокал
- Майкл Томас — барабани